# Skidskytte vid olympiska vinterspelen 1960

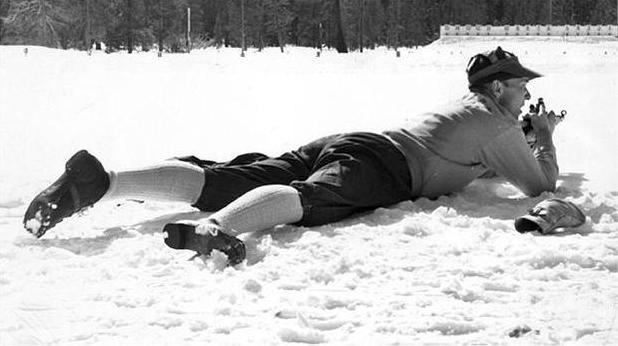
Guldmedaljören Klas Lestander från Sverige.

Skidskytte vid olympiska vinterspelen 1960 i Squaw Valley, Kalifornien, USA innebar att skidskytte gjorde comeback i olympiska vinterspelen som officiell gren, vid de olympiska vinterspelen 1924 hade en tävling hållits under namnet Militärpatrull.

## Herrar

### 20 kilometer
| Placering | Skidskytt                 | Tid       | Tappad tid | Tillagd tid |
| --------- | ------------------------- | --------- | ---------- | ----------- |
| Guld      | Klas Lestander (SWE)      | 1:33:21.6 | 0          | 1:33:21.6   |
| Silver    | Antti Tyrväinen (FIN)     | 1:29:27.7 | 2          | 1:33:27.7   |
| Brons     | Aleksandr Privalov (URS)  | 1:28.54.2 | 3          | 1:34:54.2   |
| 4.        | Vladimir Melanin (URS)    | 1:27:42.4 | 4          | 1:35:42.4   |
| 5.        | Valentin Pshenitsyn (URS) | 1:30:45.8 | 3          | 1:36:45.8   |
| 6.        | Dmitrij Sokolov (URS)     | 1:28:16.7 | 5          | 1:38:16.7   |
| 7.        | Ola Wærhaug (NOR)         | 1:36:35.8 | 1          | 1:38:35.8   |
| 8.        | Martti Meinilä (FIN)      | 1:29:17.0 | 5          | 1:39:17.0   |

Före 1968 tillämpades 2-minutersstraff för varje bom, vilket 1968 ändrades till 1 minut.